# لوکرسیا بابویچه
لوکرسیا بابویچه (انگلیسی: Lucrecia Bobuiche؛ زادهٔ ۲۶ مارس ۱۹۹۸) بازیکن فوتبال اهل گینه استوایی است.
وی همچنین در تیم ملی فوتبال زنان گینه استوایی بازی کرده‌است.